# Karangwangi (Karangwareng)
Karangwangi is een bestuurslaag in het regentschap Cirebon van de provincie West-Java, Indonesië. Karangwangi telt 3023 inwoners (volkstelling 2010).